# Chana Katan
Chana Katan född 27 september 1958 i Manhattan, New York, USA, är en amerikansk-israelisk läkare (gynekolog), Föreläsare, författare och religiös offentlig figur.
Chana Katan etablerade IVF-enheten vid Laniado-sjukhuset i Netanya och ledde den.
Hon grundade kvinnors hälsocenter i "Kupat Cholim Meuhedet" i Kiryat Sefer, och sexologi kliniken vid Shaare-Zedek-sjukhus.. Dessutom, Dr. Katan är en universitetslektor.

## Artiklar
Dr Katan skrev artiklar om medicinsk etik och Halacha, med sin man Rabbi Yoel Katan, i Assia (en medicinsk-Halachisk tidskrift), Techumin (en tidskrift), o.s.v. Hon skrev artiklar om medicin och medicinsk etik i Israeli Fertility Association (IFA) Journal och den israeliska obstetrics & gynecology Journal.
Sedan 2012 har hon skrivit en vanlig kolumn i veckotidningen "B'Sheva" om medicin, familj och judendom. Hon skriver kolumner i andra tidningar för religiösa och ultra-ortodoxa kvinnor.

## Böcker
- Chayei Isha (på svenska: En kvinnas liv) - 2013
- Chayei Mishpacha (på svenska: familjeliv) - 2014
- Beyachad (på svenska: tillsammans) - 2016

## Hennes familj
Chana Katan är gift med rabbin Yoel Katan. Hon är mor till tretton barn. Hon bor i Mevo Horon.

## Priser
- Årets kvinna av Emunah-priset (Israel) - 2011
- Katzpriset (Israel) - 2015